# Laszlo Peri
Pour les articles homonymes, voir Peri.
Laszlo Peri ou Peter László Péri, né Ladislas Weisz, né le 13 juin 1899 à Budapest et mort à Londres le 19 janvier 1967 est un sculpteur et peintre abstrait hongrois, puis britannique. 

## Biographie
L'antisémitisme régnant en Hongrie a conduit sa famille à changer le nom de Weisz pour celui de Péri (après avoir déménagé en Angleterre Péri adoptera le nom Peter Peri). Il est l'aîné des huit enfants qu'ont eu Emanuel Weisz, tailleur et Amalia Goldstein. Il est apprenti maçon. En 1917, il commence une carrière d'acteur  En 1919, étudiant dans les ateliers des beaux-arts du prolétariat, il se forme à l'architecture. En 1920, il se rend en Russie et à Paris.  En 1921 il s'installe d'abord à Vienne puis à Berlin. Il se joint aux constructivistes berlinois et retrouve son compatriote László Moholy-Nagy. Il crée des sculptures et des peintures en utilisant parfois le béton. En 1923 il travaille pour le bureau municipal d'architecture de Berlin. Il s'engage dans le parti communiste allemand. 
En 1933 sa femme, Mary Macnaghten est arrêtée en possession de  propagande communiste. Peri part en Angleterre. En 1939, il devient citoyen britannique. Alors que ses premiers travaux sont reconnus en Europe continentale comme novateurs et appartenant à l'avant-garde de l'entre-deux-guerres ses créations d'après guerre suscitent moins d'intérêt.

## Œuvres
Au Museum of Modern Art (MoMA) :
- Devant la table, 1922
- Constructive Composition, 1923

En France des œuvres de L. Péri ont présentées en 1974 à Saint-Étienne, au musée de l'art et de l'industrie dans le cadre de l'exposition Réalismes en Allemagne 1919-1933 et en 1980, toujours dans le même musée dans l'exposition  L'art en Hongrie, 1905-1930 : art et révolution.

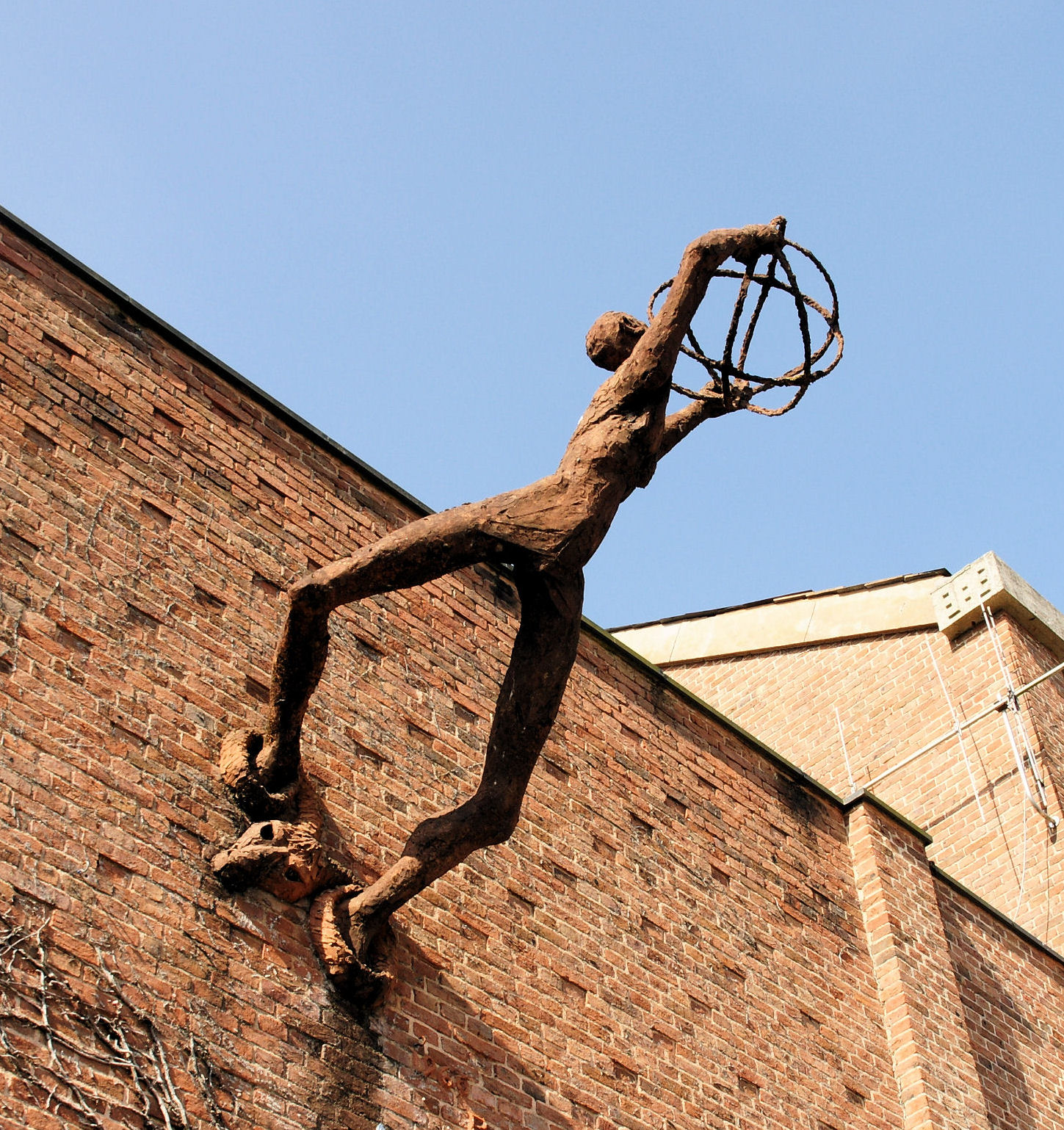
1959, sur le mur de Devonshire House, Université d'Exeter.
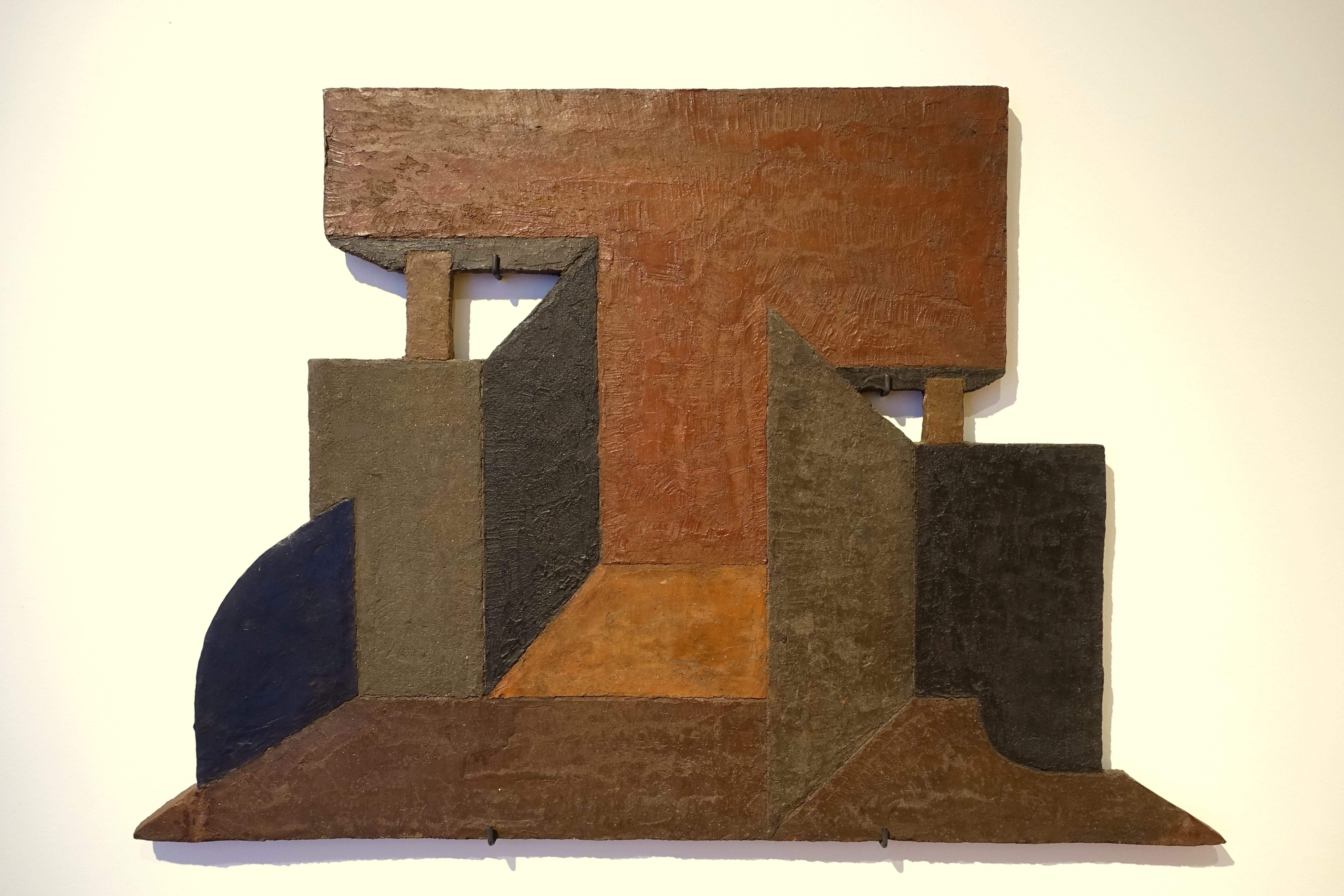
1921, huile sur béton - Musée Angewandte Kunst Köln - Cologne, Allemagne.
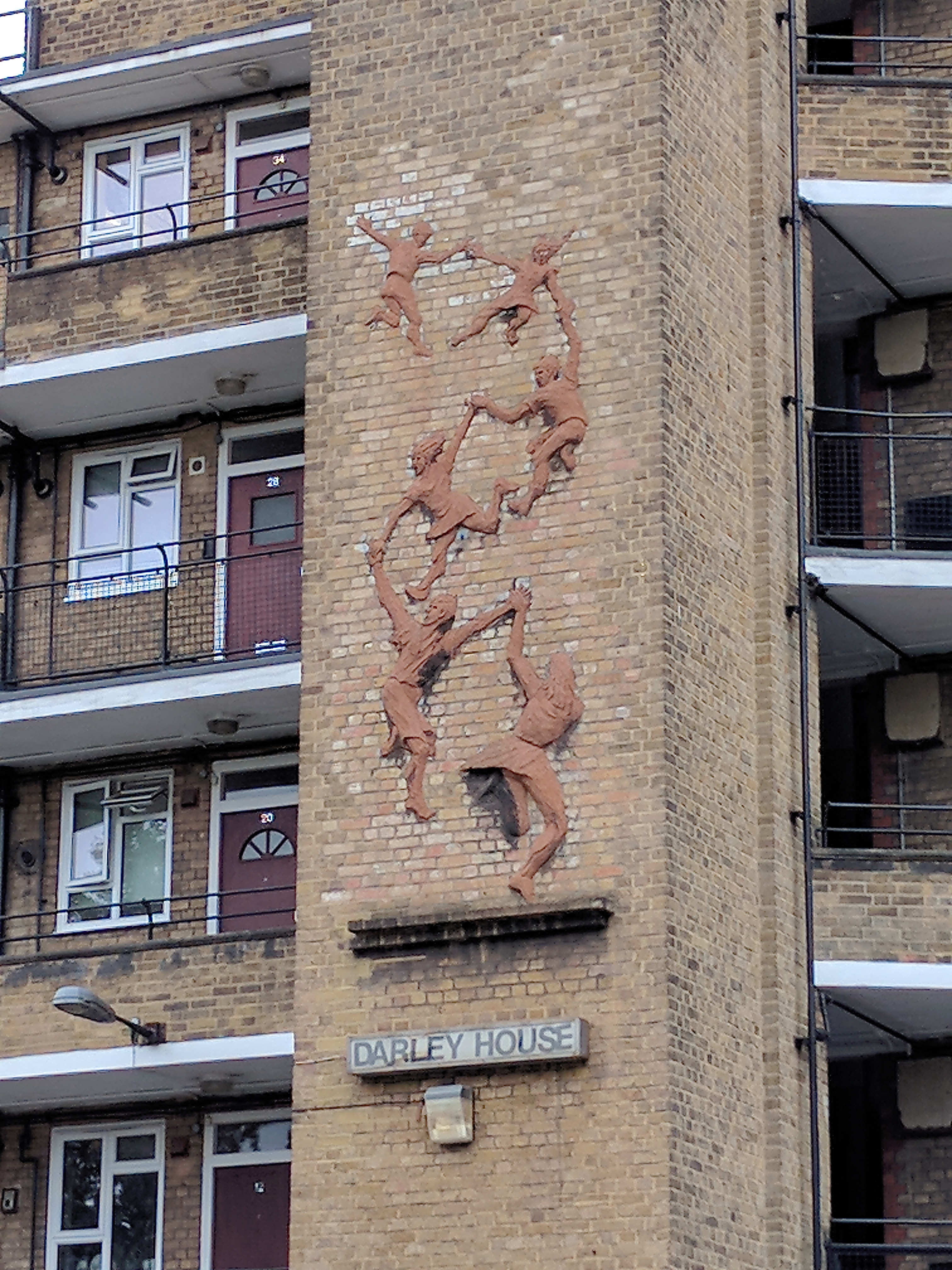
Mémorial aux enfants tués pendant le blitz.